# William Francis Murphy (vescovo)
William Francis Murphy (Boston, 14 maggio 1940) è un vescovo cattolico statunitense, dal 9 dicembre 2016 vescovo emerito di Rockville Centre.

## Biografia
Monsignor William Francis Murphy è nato nel quartiere West Roxbury di Boston, nel Massachusetts, il 14 maggio 1995 da Cornelius e Norma Murphy. Ha due fratelli, Paul e Robert, e tre sorelle, Virginia, Katherine e suor Paul St. Katherine Murphy, religiosa nelle Suore di Nostra Signora.

### Formazione e ministero sacerdotale
Ha studiato alla Boston Latin School e al seminario "San Giovanni" dove nel 1961 ha conseguito il Bachelor of Arts. È stato poi inviato a Roma per studi e ha preso residenza nel Pontificio collegio americano del Nord.
Il 16 dicembre 1964 è stato ordinato presbitero per l'arcidiocesi di Boston nella basilica di San Pietro in Vaticano da monsignor Francis Frederick Reh, rettore del Pontificio collegio americano del Nord. Nel 1965 ha conseguito la licenza in sacra teologia presso la Pontificia Università Gregoriana. Tornato in patria è stato vicario parrocchiale a Groveland, Winchester e Boston Est e insegnate all'Emmanuel College e al seminario "Papa Giovanni XXIII".
Nel 1974 è entrato in servizio come officiale nella Pontificia commissione "Justitia et Pax". Nel 1980 è stato nominato sottosegretario dello stesso dicastero. È stato anche docente di teologia presso la Pontificia Università Gregoriana dal 1972 al 1974 e presso la Pontificia università "San Tommaso d'Aquino" dal 1976 al 1980. Dal 1978 al 1987 ha ricoperto l'incarico di direttore di "Villa Stritch", la residenza per i sacerdoti diocesani statunitensi in servizio presso la Curia romana. Nel 1979 è stato nominato cappellano di Sua Santità.
Nel 1987 è ritornato nell'arcidiocesi di Boston dove ha ricoperto gli incarichi di segretario delle relazioni comunitarie, direttore dell'ufficio per la giustizia sociale, direttore del seminario "Papa Giovanni XXIII" di Weston e amministratore parrocchiale della parrocchia del Sacro Cuore a Lexington fino al 1988. Nel 1987 è stato nominato prelato d'onore di Sua Santità. Allo stesso tempo è stato docente di etica sociale al seminario "San Giovanni" di Brighton. Dal 1993 al 2001 ha prestato servizio come vicario generale e moderatore della curia. In questo ruolo, è stato il principale assistente del cardinale Bernard Francis Law.
È stato più volte membro della delegazione della Santa Sede nelle conferenze delle Nazioni Unite e membro della terza sessione speciale delle Nazioni Unite per il disarmo nel 1988. Ha fatto parte delle delegazioni presidenziali ad Haiti nel 1987, nel 1990 e nel 1991.

### Ministero episcopale
Il 21 novembre 1995 papa Giovanni Paolo II lo ha nominato vescovo ausiliare di Boston e titolare di Saia Maggiore. Ha ricevuto l'ordinazione episcopale il 27 dicembre successivo nella cattedrale della Santa Croce a Boston dal cardinale Bernard Francis Law, arcivescovo metropolita di Boston, co-consacranti il cardinale William Wakefield Baum, penitenziere maggiore, e il vescovo di Baton Rouge Alfred Clifton Hughes.
Il 26 giugno 2001 papa Giovanni Paolo II lo ha nominato vescovo di Rockville Centre. Ha preso possesso della diocesi il 5 settembre successivo. Lo stesso anno è stato nominato membro della commissione statunitense per la libertà religiosa internazionale dal presidente George W. Bush.
In seno alla Conferenza dei vescovi cattolici degli Stati Uniti è stato membro del consiglio di amministrazione e dei comitati per la giustizia internazionale e la pace, per l'America latina e per le questioni sanitarie e membro aggiunto della commissione per il catechismo della Chiesa cattolica e della commissione per le migrazioni. È stato anche rappresentante presso l'Unione dei rabbini ortodossi. È stato eletto membro del consiglio della Catholic Near East Welfare Association. Ha fatto parte anche del consiglio di amministrazione dell'Università Cattolica d'America a Washington. Ha firmato il documento Evangelicals and Catholics Together. Nel 2007 è stato nominato capo del comitato di politica interna della Conferenza episcopale, un organo che consiglia la Chiesa cattolica statunitense su questioni che vanno dal welfare all'assistenza sanitaria fino alla pena di morte.
È stato membro del Pontificio consiglio per il dialogo interreligioso dall'8 marzo 2007 e consultore della commissione per i rapporti religiosi con l'ebraismo dal 26 aprile 2008.
Nel novembre del 2011 ha compiuto la visita ad limina.
Oltre all'inglese, parla italiano, francese e spagnolo.
Ha scritto numerosi articoli, e attualmente scrive una rubrica che appare ogni settimana sul The Long Island Catholic, il giornale della sua diocesi. Ha anche avviato un nuovo programma chiamato Porta Fidei su Telecare, la stazione televisiva diocesana. Il vescovo Murphy usa questo programma per aiutare gli spettatori ad appartenere più profondamente alla Chiesa e alla vita di fede.
Ha una reputazione di conservatore e ortodosso, anche se non conflittuale.
Il 9 dicembre 2016 papa Francesco ha accettato la sua rinuncia al governo pastorale della diocesi per raggiunti limiti di età.
È stato insignito di un dottorato honoris causa in teologia dall'Assumption College di Worcester, Massachusetts e di un dottorato honoris causa in lettere dal Salem State College, sempre nel Massachusetts nel 1999, del Rabin Peacemaker Prize dal Merrimack College e di un dottorato in giurisprudenza dalla St. John's University di New York nel 2002.

## Critiche

### Accuse di protezione di preti colpevoli di abusi sessuali
Monsignor Murphy ha negato di aver contribuito a proteggere i preti violentatori mentre era ausiliare dell'arcidiocesi di Boston. I dinieghi di Murphy contraddicono tuttavia un rapporto del procuratore generale del Massachusetts del luglio del 2010 che ha affermato che il vescovo Murphy "ha posto una priorità più alta nella prevenzione dello scandalo e nel fornire più supporto a presunti violentatori che a proteggere i bambini dagli abusi sessuali".
Il rapporto afferma inoltre: "Esistono prove schiaccianti che per molti anni il cardinale Law e i suoi dirigenti [il vescovo Murphy è identificato nel rapporto come senior manager e alto funzionario dell'arcidiocesi] hanno avuto una conoscenza diretta e reale che un numero considerevole di bambini nell'arcidiocesi era stato abusato sessualmente da un numero considerevole di sacerdoti. Tuttavia il fatto che il cardinale o gli alti dirigenti dell'arcidiocesi non fossero a conoscenza degli abusi subiti o della continua minaccia per i bambini dell'arcidiocesi non è credibile".
La Catholic League ha difeso il vescovo Murphy sostenendo, tra le altre cose, che le accuse erano infondate e che la legge del Massachusetts all'epoca non chiedeva al clero di denunciare gli abusi. Una risposta pastorale interna era infatti la norma in tutte le religioni. La Lega ha anche elogiato la leadership e le azioni di monsignor Murphy su questioni che riguardano gli abusi sessuali dalla sua nomina alla guida della diocesi di Rockville Centre nel settembre del 2001.
Bishop Accountability.Org afferma che il vescovo Murphy è "una figura chiave nella crisi degli abusi sessuali, sia a causa del suo precedente ruolo nell'arcidiocesi di Boston sia a causa delle condizioni a Rockville Centre".

### Ristrutturazione della cattedrale
Monsignor Murphy è stato fortemente criticato per aver speso più di 5 milioni di dollari nei lavori di ristrutturazione della cattedrale di Sant'Agnese a Rockville Centre che comprendevano anche la realizzazione una residenza privata per sé stesso. Il vescovo ha rilevato il terzo piano di un vecchio convento che era stato ristrutturato per ospitare sei suore e le ha costrette a trasferirsi. Il convento aveva spazio per 37 appartamenti. Ha dichiarato: "Le sorelle, penso che fossero deluse, ma nella delusione hanno espresso una grande generosità, hanno compreso il mio dilemma".
Monsignor Murphy considerava insoddisfacenti i suoi precedenti alloggi nella canonica della cattedrale, perché non avevano privacy e che una casa donata a parte non era abbastanza grande per ospitare i prelati in visita. Dopo la costruzione, la stima iniziale di 500 000 dollari per costruzioni e arredi è aumentata a 800 000 dollari.
Monsignor Murphy ha invitato il giornalista del Newsday Jimmy Breslin a recensire le sistemazioni. Breslin ha riferito che la suite consisteva in un salotto riccamente decorato, un nuovo camino con una mensola in rovere, una cucina con elettrodomestici top-of-the-line (tra cui un armadio per la conservazione del vino a temperatura controllata per 50 bottiglie di vino), un bagno di marmo, una camera da letto e uno studio per la segretaria del vescovo, una suite separata chiamata "la suite del cardinale" e un'ala pubblica con una quarta camera da letto per i laici in visita. Il vescovo Murphy crede che il costo sia giustificato dal momento che la nuova residenza del vescovo può servire contemporaneamente come residenza per il vescovo, per il suo segretario e per altri laici in visita.
Poco dopo la storia della nuova residenza, la filiale cattolica locale delle Charities che operava nella diocesi di Rockville Centre ha annunciato che avrebbe chiuso un programma di assistenza domiciliare da 1,1 milioni di dollari che aveva servito 500 poveri malati di mente a Long Island. La Caritas cattolica ha attribuito la sua decisione ad "aumenti di spese". Kate Bishop, la coordinatrice del programma ha dichiarato alla stampa: "È interessante notare che il nostro deficit - 140 000 dollari - è all'incirca lo stesso importo di quello che la Chiesa sta spendendo per gli elettrodomestici da cucina e i tappeti orientali nella residenza [del vescovo]. La nostra missione è di servire le persone che sono emarginate e private di diritti. Per loro fare marcia indietro senza preavviso e porre termine al programma è orribile".

## Malcontento tra i preti diocesani
Nell'ottobre del 2003, 52 sacerdoti hanno richiesto un incontro con monsignor Murphy dopo aver inviato una lettera che parlava di "malessere generale e persino di una rabbia duratura" all'interno della diocesi, "di un'insoddisfazione abbastanza diffusa per il modo in cui si è relazionato con alcuni sacerdoti e laici" e di "una certa mancanza di fiducia nella guida pastorale". I problemi sollevati comprendevano lo stile di gestione del vescovo Murphy, il costo eccessivo per il rinnovamento della sua residenza personale, le continue preoccupazioni su come gestiva lo scandalo sugli abusi sessuali, il suo divieto contro il gruppo di riforma Long Island Voice of the Faithful che contava mille membri e che aveva chiesto al vescovo di dimettersi e la gestione delle proprietà della Chiesa.

### Chiusura della scuola cattolica
Il 5 dicembre 2011 ha deciso di chiudere sei scuole elementari cattoliche a Long Island: la scuola "San Giovanni Battista di La Salle" di Farmingdale, la scuola "Santa Caterina da Siena" di Franklin Square, la scuola "Sant'Ignazio Loyola" di Hicksville, la scuola "Sacro Cuore" di North Merrick, la scuola "Nostra Signora del Perpetuo Soccorso" a Lindenhurst e la scuola regionale "Principe della Pace" a Sayville. I parrocchiani di Sayville hanno pubblicato un annuncio personale a piena pagina sul Newsday del 21 dicembre 2011 nella quale si opponevano alla decisione del vescovo, sostenendo che le iscrizioni fossero effettivamente aumentate nel 2010 e nel 2011. Gli studenti della scuola di Franklin Square hanno inscenato una protesta il 21 dicembre 2011 trasmessa su CBS2 News, News 12 Long Island e 1010 WINS News Radio. I genitori che parlavano al raduno sostenevano di essere stati esclusi dal processo decisionale. I relatori saliti sul podio hanno dichiarato che numerosi parrocchiani munifici si erano offerti di fare donazioni consistenti per far fronte alle relativamente piccole esigenze finanziarie della scuola parrocchiale e hanno affermato che il vescovo Murphy non le aveva accettate. Inoltre, i parrocchiani della protesta hanno affermato che 68 studenti iscritti ai programmi di asilo nido e pre-scuola materna della scuola di Franklin Square erano stati esclusi dall'analisi finanziaria del vescovo.

## Genealogia episcopale e successione apostolica
La genealogia episcopale è:
- Cardinale Scipione Rebiba
- Cardinale Giulio Antonio Santori
- Cardinale Girolamo Bernerio, O.P.
- Arcivescovo Galeazzo Sanvitale
- Cardinale Ludovico Ludovisi
- Cardinale Luigi Caetani
- Cardinale Ulderico Carpegna
- Cardinale Paluzzo Paluzzi Altieri degli Albertoni
- Cardinale Gaspare Carpegna
- Cardinale Fabrizio Paolucci
- Cardinale Francesco Barberini
- Cardinale Annibale Albani
- Cardinale Federico Marcello Lante Montefeltro della Rovere
- Vescovo Charles Walmesley, O.S.B.
- Arcivescovo John Carroll, S.I.
- Vescovo Benedict Joseph Flaget, P.S.S.
- Arcivescovo Martin John Spalding
- Cardinale James Gibbons
- Vescovo Edward Patrick Allen
- Vescovo Richard Oliver Gerow
- Vescovo Joseph Bernard Brunini
- Cardinale Bernard Francis Law
- Vescovo William Francis Murphy

La successione apostolica è:
- Vescovo Paul Henry Walsh (2003)
- Vescovo Peter Anthony Libasci (2007)
- Arcivescovo Nelson Jesus Perez (2012)
- Vescovo Robert John Brennan (2012)
- Vescovo Andrzej Jerzy Zglejszewski (2014)

## Araldica
| Stemma | Titolare                                           | Descrizione |
|        | William Francis Murphy Vescovo di Rockville Centre | Lo stemma episcopale è composto da uno scudo, con le sue cariche (simboli), un rotolo con il motto e gli ornamenti esterni. Lo scudo, che è la caratteristica centrale e più importante di qualsiasi dispositivo araldico, è descritto con termini del XII secolo che sono arcaici al nostro linguaggio moderno. Questa descrizione è fatta come se fosse fatta dal portatore con lo scudo indossato sul braccio. Quindi, dove si applica, i termini destro e sinistro sono invertiti quando il dispositivo viene visto dal davanti. Secondo la tradizione araldica ecclesiastica dei paesi anglosassoni, lo stemma del vescovo è impalato con quello della diocesi a simboleggiare la relazione tra l'uomo e l'ufficio che ricopre. Lo stemma della diocesi è composto da quattro sezioni di colori blu e oro alternati. Esse rappresentano le due contee, Nassau e Suffolk, che costituiscono il territorio della diocesi. Nel quarto superiore è posta la testa di un agnello per onorare l'innocenza verginale di Sant'Agnese, titolare della cattedrale di Rockville Centre. Negli altri tre quarti sono presenti tre conchiglie di capesante di colore alternato a quello del campo. Le conchiglie ricordano particolarmente l'eredità delle tredici tribù di indiani Algonchini che originariamente abitavano l'area che ora è Long Island e che impiegavano i gusci di conchiglie in molti modi. Il bordo ondulato in argento del disegno indica che la diocesi è un'isola. Al centro dello stemma si trova un tondo nero con tre rocce argento che ricordano sia lo stemma di papa Pio XII, che ha eretto la diocesi nel 1957, che il nome della sede episcopale "rock-ville center". Per il suo stemma personale, monsignor Murphy ha mantenuto il disegno che aveva adottato al momento della sua nomina a vescovo ausiliare. Lo stemma è composto da un campo blu con una barra d'oro al centro. Nella parte superiore si trovano un giglio d'oro, tratto dallo stemma di papa Paolo VI, nel cui pontificato è stato ordinato sacerdote e al cui servizio il vescovo lavorava nella Pontificia commissione "Justitia et Pax", e una stella d'oro a otto punte, simbolo di Maria, Stella del Mare e Stella del Mattino, nella cui protezione il vescovo ha posto se stesso e il suo ministero come vescovo. La stella si trova in molte delle chiese di Roma, tra cui la basilica di San Pietro in Vaticano dove il vescovo Murphy è stato ordinato sacerdote. Nella parte inferiore del disegno vi è un sole dorato caricato del monogramma d'argento del Santo Nome (IHS). Questo è il simbolo di San Bernardino da Siena che ha chiamato le persone all'amore e alla riverenza del Santo Nome. Questo simbolismo era presente anche nello stemma del cardinale Bernardin Gantin, la cui guida paterna ha avuto una parte importante nella vita del vescovo Murphy. Come motto il vescovo Murphy ha scelto l'espressione "Nessun altro nome". Questo è un riferimento a uno dei primi discorsi di Pietro apostolo come riportato da San Luca negli Atti degli Apostoli (4,12): "E in nessun altro è salute; perché non c'è sotto il cielo alcun altro nome dato agli uomini, dal quale possiamo aspettarci d'esser salvati". Lo stemma è completato con gli ornamenti esterni che sono una croce processionale episcopale d'oro, posta dietro allo scudo e che si estende sopra e sotto lo stesso e un cappello ecclesiastico chiamato galero, con sei nappe in tre file su entrambi i lati dello scudo. Queste sono le insegne araldiche di un prelato del grado di vescovo come da disposizione della Santa Sede del 31 marzo 1969. Lo stemma è opera di Paul J. Sullivan, un diacono della diocesi di Providence. |